# 우고 드로게트
우고 파트리시오 드로게트 디오카레스(Hugo Patricio Droguett Diocares, 1982년 9월 2일 ~ )는 칠레의 전 축구 선수로, K리그에 활동하던 시절에는 등록명은 드로겟이었다.

## 클럽 경력

### 전북 현대 모터스
2012년 2월 24일 크루스 아술에서 임대로 전북 현대 모터스에 입단하면서 K리그에 데뷔하였다. 1년 임대 생활 동안 10골 9도움을 기록하는 좋은 활약을 펼쳤지만 시즌 중 크고 작은 부상이 이어져 완전 이적은 하지 못하고 다시 원 소속팀으로 복귀하였다.

### 제주 유나이티드
2013년 12월 29일 코브렐로아와의 계약이 만료된 후 자유 계약으로 제주 유나이티드로 이적하였다.

## 국가대표 생활
2006년에서 2008년까지 국가대표 활동하는 동안 A매치 13경기 1골을 기록했다.